# Die Enttäuschten
Die Enttäuschten (Originaltitel: Le Beau Serge, deutscher Alternativtitel: Der schöne Serge) ist ein französisches Filmdrama aus dem Jahr 1958 und der erste Film von Claude Chabrol.

## Handlung
Nach mehr als einem Jahrzehnt kehrt François Baillou in sein Heimatdorf zurück und erkennt, dass sich zwar die Menschen aber ansonsten nicht viel verändert hat. Sein alter Freund Serge, dessen Kind mit Down-Syndrom inzwischen verstarb, ist dem Alkohol verfallen. Serge deutet an, dass das verstorbene Kind aus einer Inzestbeziehung seiner Frau Yvonne mit ihrem Vater gezeugt, also von seinem Schwiegervater war. Yvonne ist wieder schwanger und Serge geht davon aus, dass auch dieses Kind von seinem Schwiegervater sei. Dadurch ist Serge zu einem zornigen und mit sich selbst hadernden Alkoholiker geworden, der sich weigert, seinen Lebensschwierigkeiten ins Auge zu sehen. François versucht nun, ihm zu helfen, beginnt jedoch eine Affäre mit Yvonnes Schwester, der 17-jährigen Marie. Als Yvonne ihr Kind zur Welt bringt, fordert François seinen Freund Serge dazu auf, das Kind als sein Kind anzunehmen, da dieses Neugeborene gesund ist.

## Hintergrund
Der Film gilt als erstes Werk eines neuen Filmstils, der Nouvelle Vague (Neue Welle). Diese Darstellungsart wurde von einigen jungen französischen Filmregisseuren vertreten, die vorher meist im Journalismus tätig waren und auf diese Weise gegen den oftmals einfachen und vorhersehbaren Aufbau des kommerziellen Films in Frankreich protestierten.
Claude Chabrol, der vorher für die Cahiers du cinéma gearbeitet hatte, drehte sein Erstlingswerk in acht Wochen in der Gemeinde Sardent im französischen Département Creuse, wo er die Kriegsjahre bei seinen Großeltern verbracht hatte. Finanziert wurde es von seiner ersten Frau Agnès durch das Erbe ihrer Großmutter. Durch den unerwarteten Erfolg des Films fühlte er sich verpflichtet, das Filmemachen fortzusetzen.

## Kritiken
„Der erste Spielfilm von Claude Chabrol […] schildert bemerkenswert milieudicht die wirtschaftliche und sittliche Verwahrlosung eines abgelegenen Dorfes in der Provinz Creuse. Er verbindet damit die weniger überzeugende Darstellung eines Freundschaftskonfliktes zwischen einem Studenten auf Genesungsurlaub und einem jung verheirateten Kraftfahrer, der dem Alkohol verfallen ist.“

„Claude Chabrols Regiedebüt überzeugt durch die hervorragenden Darsteller und die dicht inszenierte Schilderung der widrigen Lebensumstände im provinziellen Frankreich.“

## Auszeichnungen
- Internationales Filmfestival von Locarno 1958: Preis für die beste Regie an Claude Chabrol
- Jean-Vigo-Preis 1959: Preis für den besten Film an Claude Chabrol